# Polska Partia Socjalistyczna (na emigracji)

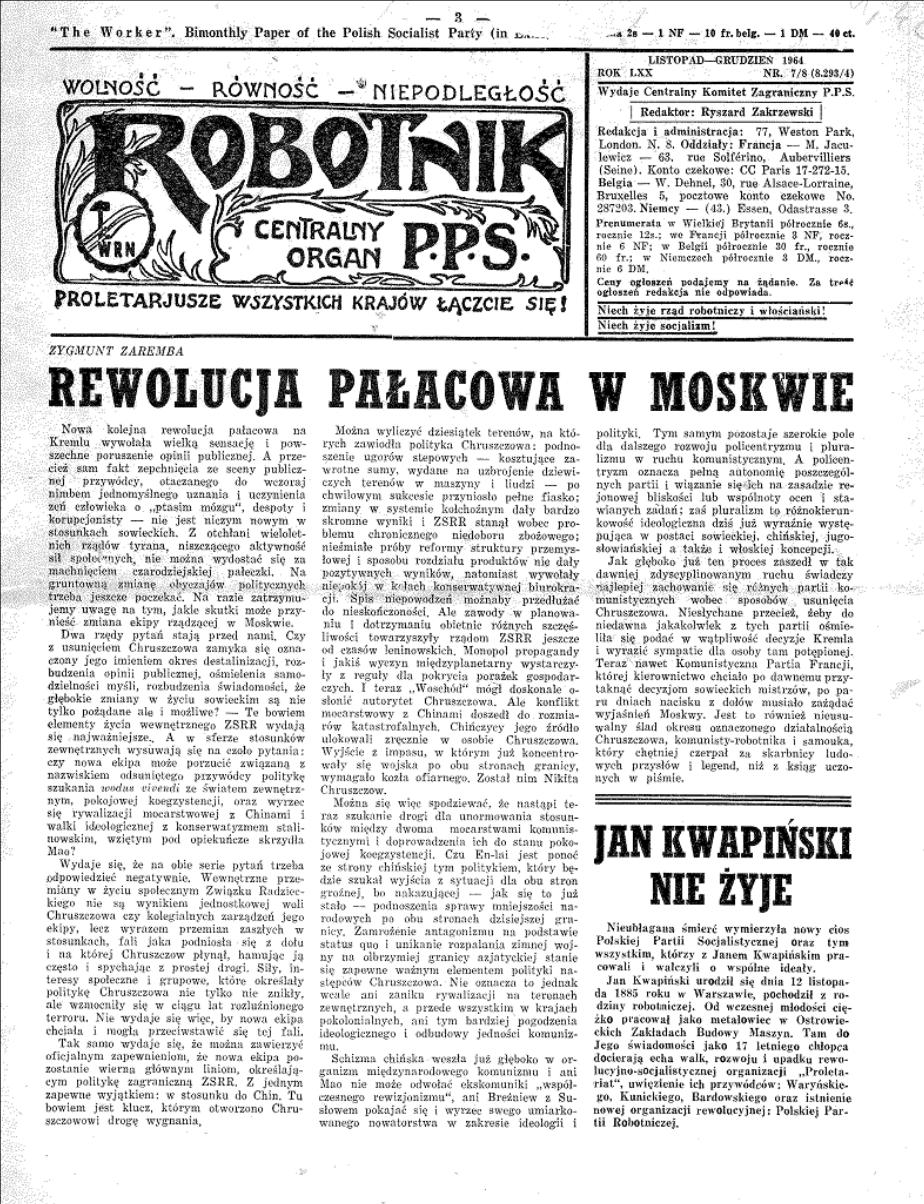
„Robotnik” z 1964 r. wydawany przez CKZ PPS w Londynie

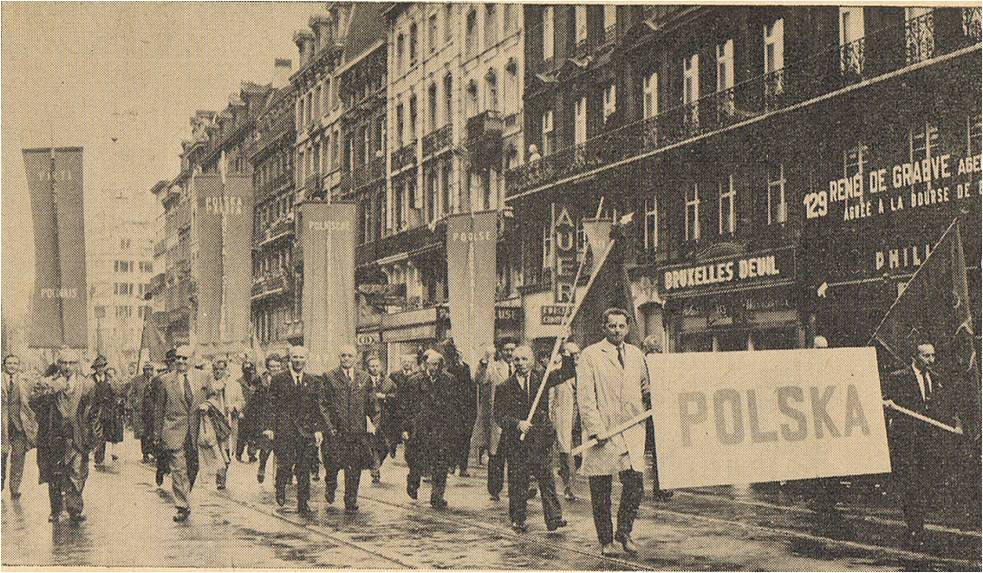
Delegacja Centralnego Komitetu Zagranicznego PPS w demonstracji organizacji socjalistycznych w Brukseli 6 września 1964 w 100. rocznicę powstania I Międzynarodówki

Polska Partia Socjalistyczna na emigracji – struktura PPS działająca od 1945 do 1990 r. głównie w Europie Zachodniej.

## Historia
Emigracyjna PPS rozpoczęła działalność jako kontynuacja istniejącego od 1939 r. Komitetu Zagranicznego PPS oraz powstałej po przybyciu z Polski działaczy PPS-WRN Delegacji Zagranicznej PPS.
W dniach 24–30 maja 1948 r. partia odbyła swój I Zjazd w Pont a Lesse w Belgii, w czasie którego wyłoniono Radę Partyjną (odpowiednik Rady Naczelnej). Na jej czele stanął Zygmunt Zaremba. Rada wyłoniła Centralny Komitet Zagraniczny, któremu przewodniczył Tomasz Arciszewski.
II Zjazd PPS odbył się w Lens we Francji. Na czele wyłonionej Rady Partyjnej stanął ponownie Zygmunt Zaremba. Centralnym Komitetem Zagranicznym kierowali: Tomasz Arciszewski jako przewodniczący oraz Adam Ciołkosz i Jan Kwapiński jako wiceprzewodniczący.
III Zjazd PPS odbył się w dniach 25–26 czerwca 1955 r. w Calais we Francji. Przewodniczącym Rady Centralnej został po raz kolejny Zygmunt Zaremba, zaś przewodniczącym CKZ Jan Kwapiński.
IV Zjazd PPS odbył się 28–29 września 1957 r. w Londynie. Przewodnictwo w Radzie Centralnej objął Adam Ciołkosz, zaś przewodniczącym CKZ został ponownie Jan Kwapiński.
Po 1956 r. zaczął się rozdźwięk pomiędzy Zygmuntem Zarembą a Adamem Ciołkoszem na tle strategii i taktyki PPS. Ciołkosz był zwolennikiem konsolidacji środowisk emigracyjnych broniących praw Polski na świecie, trwania państwa na wygnaniu. Był również zdecydowanym antykomunistą, sceptycznie nastawionym do reform w PRL. Zaremba nie interesował się emigracją, zdecydowany był na budowanie lewicowego, ideowego oddziaływania na kraj, uważając, że perspektywą Europy Środkowej jest proces uniezależniania i demokratyzacji przebiegający wewnątrz kraju.
Spór spowodował wykluczenie z PPS w kwietniu 1960 r. Adama Ciołkosza, który natychmiast powołał Centralny Komitet Odbudowy PPS. Tym samym na emigracji od 1960 do 1987 r. funkcjonowały równolegle dwie organizacje pod nazwą PPS. Jedna pod nazwą „Centralny Komitet PPS”, druga pod nazwą „Centralny Komitet Zagraniczny PPS”.
W listopadzie 1987 r. podzielone struktury odbyły zjazd zjednoczeniowy, w wyniku którego stworzono jedną organizację. Na jej czele stanęli Lidia Ciołkoszowa i Stanisław Wąsik. Zjednoczenie nie objęło grupy pod nazwą Niezależna PPS (Tadeusza Prokopowicza).
W 1990 r. emigracyjna PPS połączyła się z krajowymi strukturami PPS w jednolitą Polską Partię Socjalistyczną, co zakończyło jej działalność na emigracji.
Na forum międzynarodowym PPS była aktywna w Unii Socjalistycznej Europy Środkowo-Wschodniej, której przez wiele lat przewodniczył Zygmunt Zaremba.